# Guglielmo Ranzi

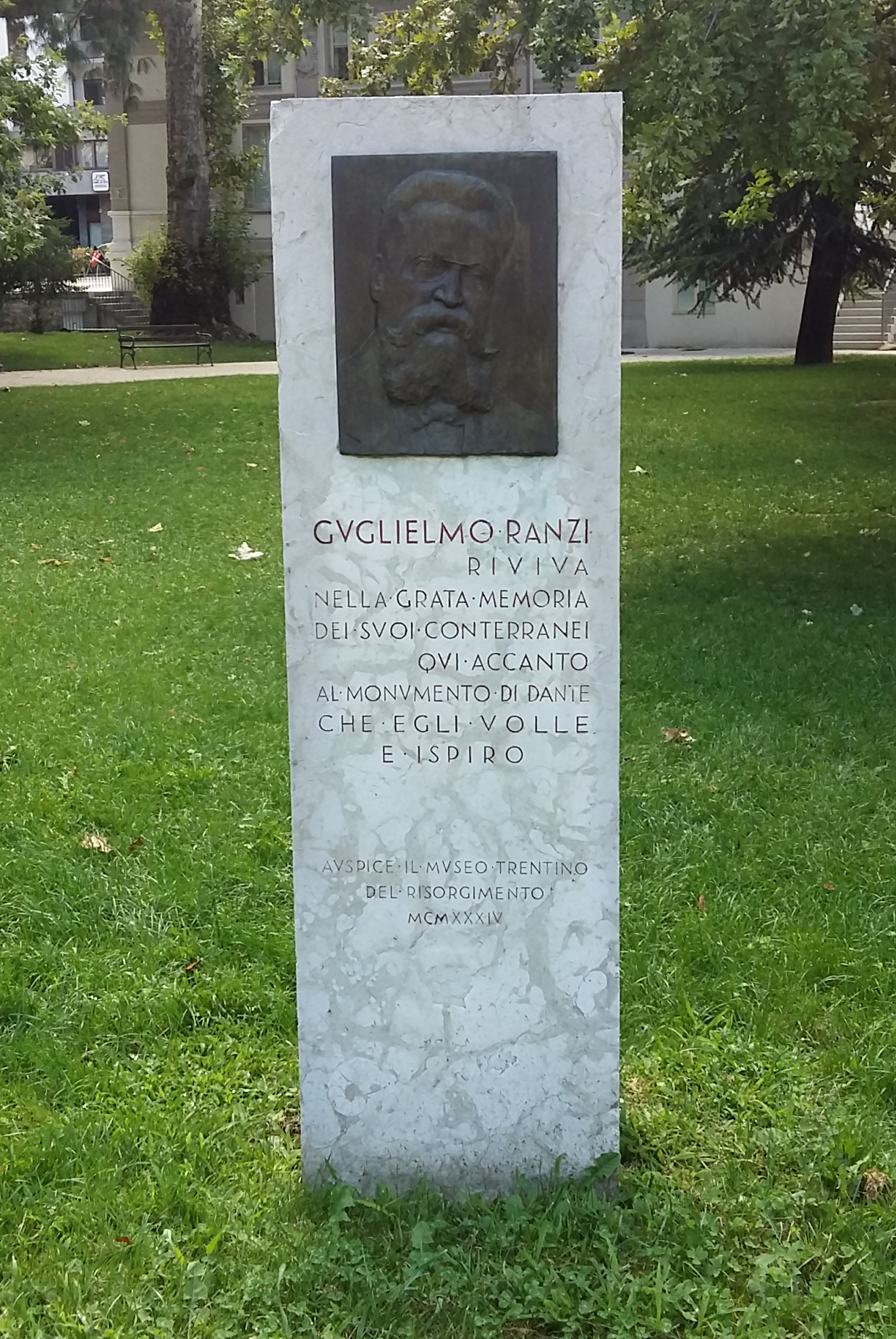
Stele a Guglielmo Ranzi in Piazza Dante a Trento

Guglielmo Ranzi (Trento, 15 dicembre 1859 – Trento, 24 aprile 1932) è stato un letterato e irredentista italiano, principale ispiratore del Monumento a Dante a Trento.

## Biografia

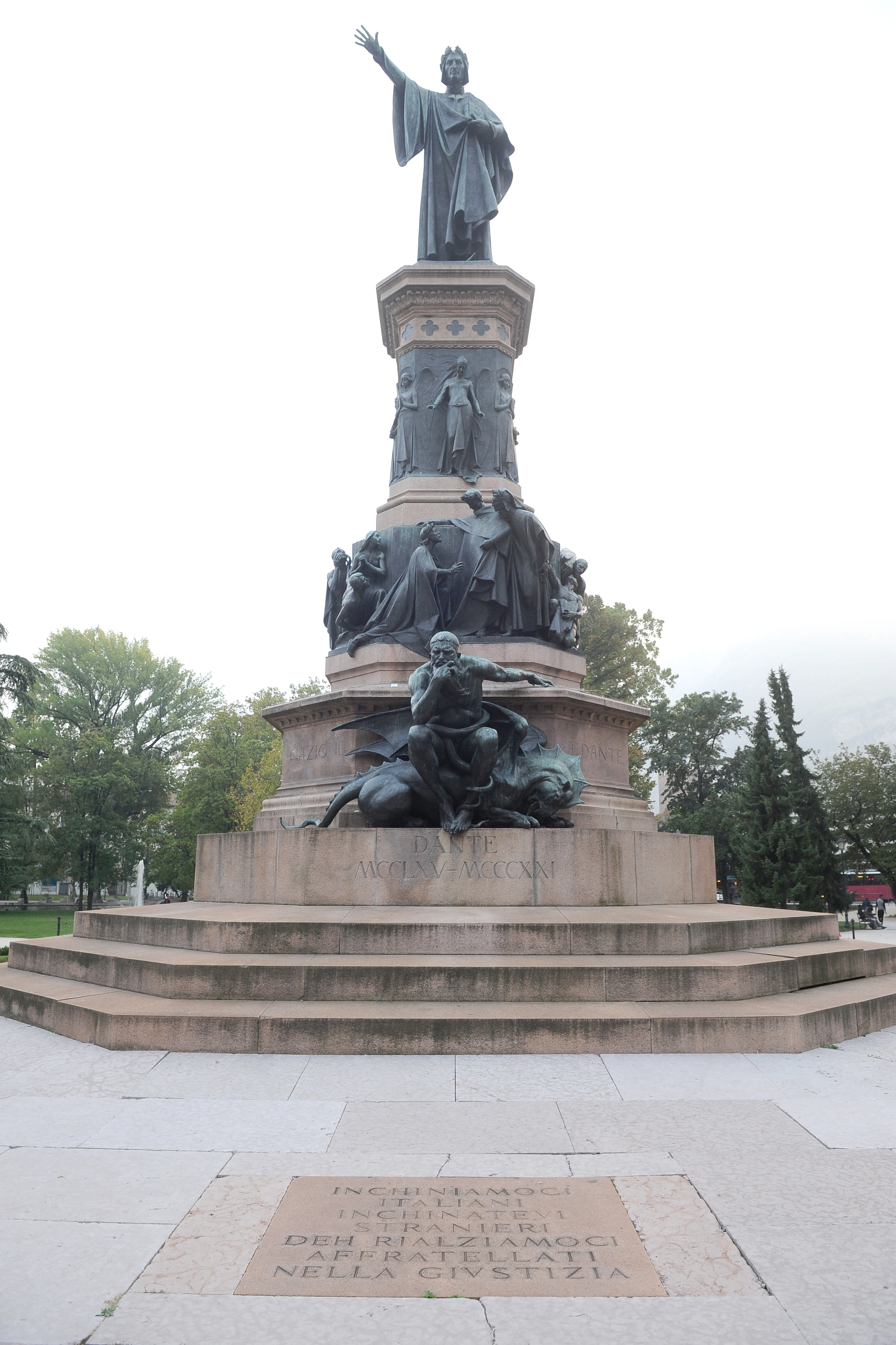
Il Monumento a Dante. In primissimo piano l'epigrafe dettata da Ranzi

Figlio dell'imprenditore Francesco Ranzi (1826-1882), fu consigliere comunale a Trento, membro della direzione e presidente della Società degli alpinisti tridentini (1897-1898), consigliere della Lega Nazionale e fiduciario nel Trentino della Società Dante Alighieri (1895-1903).
Esponente di spicco del partito liberale, fu impegnato nella difesa della lingua italiana in Trentino. Ad esempio, in una lettera a Pasquale Villari, presidente dell'Associazione Dante Alighieri, contestava la frequentazione della scuola tedesca da parte di ragazzi italiani a Trento.
Nel 1886 Ranzi ebbe l'idea di un Monumento a Dante a Trento, in occasione della fondazione della società Pro Patria. Inizialmente l'abbandonò, riproponendola dopo l'erezione a Bolzano nel 1889 della statua al poeta tedesco Walther von der Vogelweide. Per raccogliere i fondi venne quindi creato un comitato, presieduto da Ranzi (1892-1898). Ranzi fece parte della commissione che valutò i progetti, fra i quali venne alla fine scelto quello di Cesare Zocchi. Ebbe uno scambio epistolare con Giosuè Carducci, che dedicò una poesia al monumento. Ne dovette però "limitare i fervori... per il rischio di una censura austriaca".
Il monumento fu inaugurato l'11 ottobre 1896. Ranzi tenne un discorso in cui sostenne la necessità di difendere la lingua italiana dal tentativo di imporre la lingua tedesca, ma respinse l'idea che avesse un significato antitedesco, come conferma anche l'epigrafe da lui dettata:

Inchiniamoci Italiani

Inchinatevi Stranieri

Deh! Rialziamoci

Affratellati nella giustizia

Il 1º gennaio 1932 diventò socio ordinario dell'Accademia Roveretana degli Agiati. Morì a Trento il 24 aprile 1932.

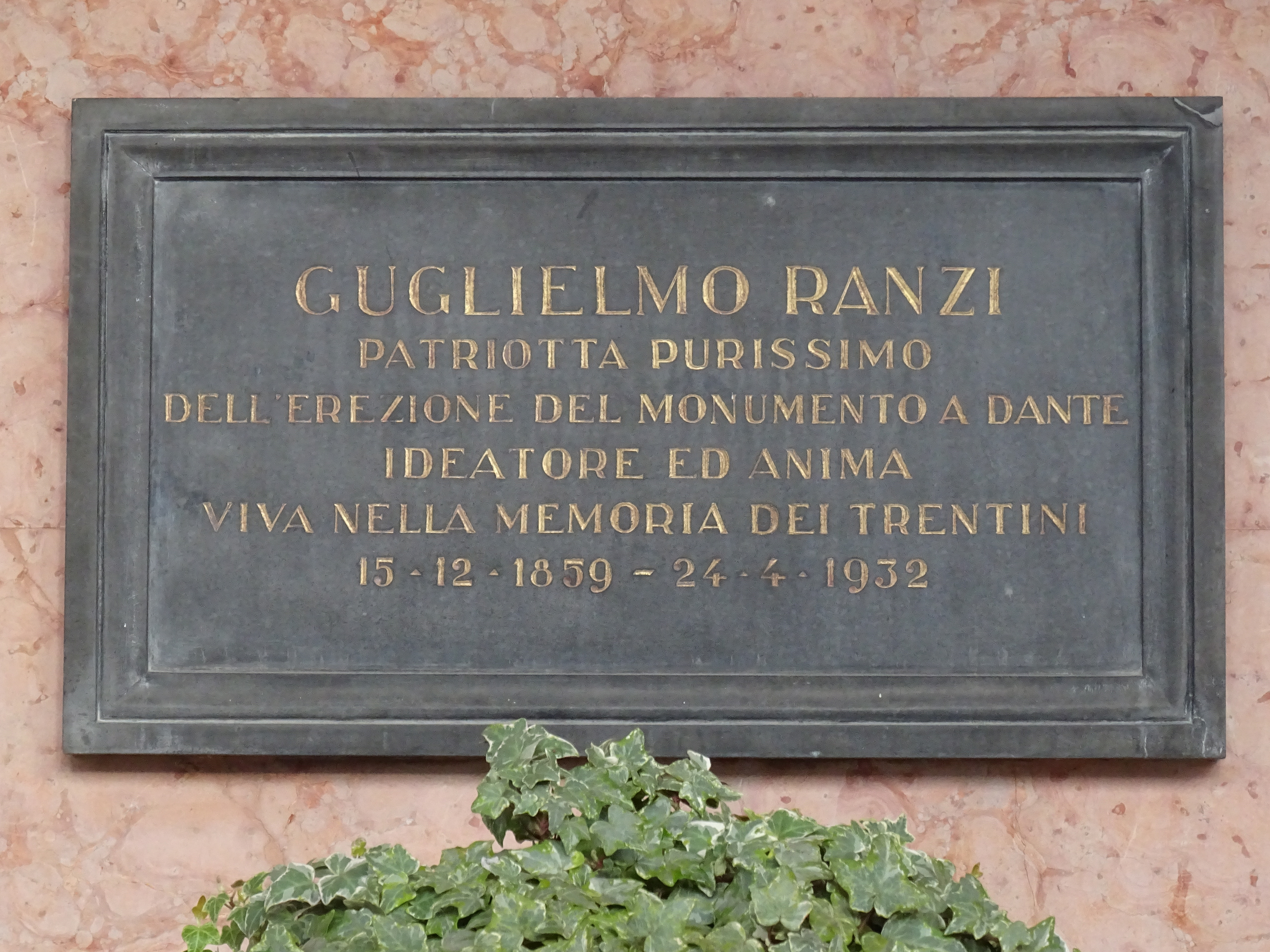
Lapide a Guglielmo Ranzi nel cimitero monumentale di Trento

Nel 1934 il Museo trentino del Risorgimento per ricordarlo pose una stele in Piazza Dante, accanto al Monumento da lui voluto. Gli è dedicata una via nei pressi dell'ospedale Santa Chiara. Il Museo storico del Trentino conserva un suo fondo archivistico.